# Peel the Appleの＃ぴるあぽ拡散希望
『Peel the Appleの＃ぴるあぽ拡散希望』（ピールジアップルの＃ぴるあぽかくさんきぼう）は、日本テレビなどで放送されていたバラエティ番組。2023年3月14日から4月18日まで日本テレビで放送。

## 出演者

### MC
- 小木博明（おぎやはぎ）
- 柴田英嗣（アンタッチャブル）

- Peel the Apple

## 放送リスト
| # | 放送日        | タイトル                      | ゲスト   |
| - | ------------- | ----------------------------- | -------- |
| 1 | 2023年3月14日 | 初めての胸キュン大喜利        | 鶴久政治 |
| 2 | 2023年3月21日 | 手作り弁当でお料理力チェック  |          |
| 3 | 2023年3月28日 | 妄想コスプレカラオケ大会      |          |
| 4 | 2023年4月3日  | 珍解答続出!学力テスト!        | 市岡元気 |
| 5 | 2023年4月10日 | メンバー考案!オリジナルCM対決 | 岩下和了 |
| 6 | 2023年4月17日 | 最終回!私服デートコーデ対決   |          |

## 放送時間
| 放送期間                | 放送日時                     | 放送局         | 対象地域   | 備考   |
| ----------------------- | ---------------------------- | -------------- | ---------- | ------ |
| 2023年3月14日 - 4月18日 | 火曜 1:29 - 1:59（月曜深夜） | 日本テレビ     | 関東広域圏 | 制作局 |
| 2023年3月26日 - 4月30日 | 日曜 2:00 - 2:30（土曜深夜） | 福岡放送       | 福岡県     |        |
| 2024年3月10日 - 4月14日 | 日曜 16:55 - 17:25           | 香川県・岡山県 | 西日本放送 |        |

## スタッフ
- 構成：三田卓人、須長晋之介
- CAM：磯光明、菊池隆、佐野潤
- VE：川崎悠、染谷一輝
- CA：木村真夏輝
- 美術：高野泰人
- デザイナー：大住啓介
- タイトルCG：熊谷千恵子
- 編集：阿部楓
- MA：釜井敬典
- 音効：佐藤裕二
- 宣伝：佐野絵梨
- 制作デスク：保坂淳子
- 演出：福田達朗
- ディレクター：中島彰、河野拓海、岩崎麻里奈/絹川翔瑠、白旗萌朔
- プロデューサー：毛利忍/増田俊二郎、五十嵐邦延、大脇光貴、八木田祐子、光畑広大
- 制作：南波昌人
- 制作協力：サルベージ
- 企画制作：日本テレビ
- 製作著作：「Peel the Apple の#ぴるあぽ拡散希望」製作委員会